# Barbara Bain
Barbara Bain, född 13 september 1931 i Chicago, är en amerikansk film- och tv-skådespelerska. Hon är mest känd som Cinnamon Carter i TV-serien Mission: Impossible (1966–1973) samt Dr Helena Russel i TV-serien Månbas Alpha (1975–1977).